# 2ª Divisione proletaria
La 2ª Divisione proletaria, in cirillico Друга пролетерска дивизиј, in serbo-croato Druga proleterska divizija, è stata una formazione militare dell'Esercito Popolare di Liberazione della Jugoslavia che venne costituita il 1º novembre 1942 nella regione della Craina bosniaca.
La grande unità, costituita su ordine del comando supremo di Tito lo stesso giorno della 1ª Divisione proletaria, prese parte ad alcune delle più importanti battaglie combattute dai partigiani jugoslavi durante Seconda guerra mondiale sul fronte jugoslavo contro gli eserciti dell'Asse e i collaborazionisti cetnici e ustaša.

## Storia
La 2ª Divisione proletaria venne costituita dal Comando supremo partigiano raggruppando tre brigate dell'Esercito popolare di liberazione: la 2ª Brigata proletaria, la 4ª Brigata proletaria montenegrina e la 2ª Brigata proletaria dalmata. La nuova grande unità venne ufficialmente formata il 1 novembre 1942; comandata dal famoso generale montenegrino Peko Dapčević e dal commissario politico Mitar Bakić, si sarebbe rapidamente dimostrata una delle migliori formazioni dell'esercito partigiano jugoslavo.

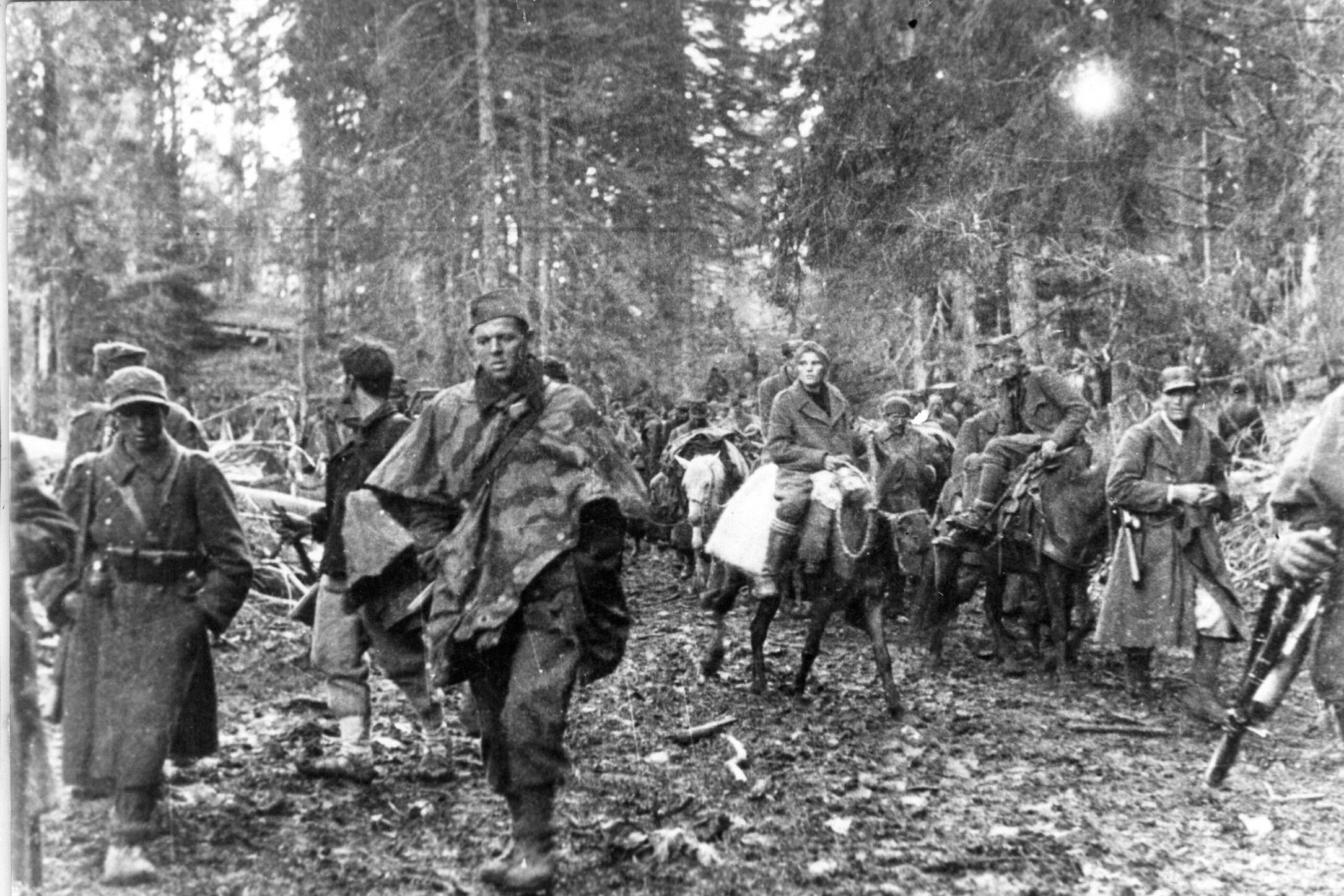
Le colonne della 2ª Divisione proletaria in ritirata durante la battaglia della Sutjeska.

Dopo la formazione della 2ª Divisione proletaria, la nuova formazione partigiana entrò in combattimento per la prima volta nel mese di dicembre 1942 attaccando con successo i presidi ustaša di Livno e Duvno; dal mese di gennaio 1943 invece venne coinvolta nelle complicate e sanguinose battaglie seguite all'inizio della operazione Weiss, la grande offensiva dell'Asse pianificata per distruggere completamente le forze partigiane di Tito. La 2ª Divisione fece parte del Gruppo principale partigiano che si mise in marcia verso sud-est per sfuggire all'accerchiamento nemico e il 9-10 febbraio 1943 ottenne le prime vittorie sconfiggendo i presidi italiani di Posušje e Imotski.
Nel corso della successiva battaglia della Neretva la 2ª Divisione proletaria di Dapčević costituì la colonna di destra del raggruppamento partigiano di Tito in marcia verso la Neretva e ottenne brillanti successi sbaragliando il presidio italiano della divisione "Murge" a Drežnica il 16 febbraio e soprattutto occupando il 22 febbraio Jablanica e il suo importante ponte sul fiume. Nei giorni seguenti la situazione tattica dei partigiani peggiorò e la 2ª Divisione proletaria fu richiamata da Tito e diretta verso ovest dove partecipò al contrattacco su Gornji Vakuf del 2 marzo che respinse i tedeschi; dopo questo successo la divisione di Dapčević effettuò finalmente il 6-7 marzo 1943 il decisivo attraversamento della Neretva sui resti del ponte di Jablanica e assicurò il passaggio alle altre divisioni del gruppo operativo partigiano. Attraversato il fiume, i partigiani proseguirono in Erzegovina superando la resistenza dei cetnici e marciarono verso la Drina; la 2ª Divisione proletaria guidò l'avanzata in marzo e aprile raggiungendo e superando il fiume dopo aver sconfitto le unità italo-cetniche. In particolare tra il 20 e il 23 marzo 1943 la divisione sbaragliò a Zagorje le formazioni cetniche del luogotenente di Draža Mihailović, Pavle Đurišić e liberò Kalinovik; subito dopo le tre brigate della divisione liberarono Žabljak, entrarono in Montenegro e sconfissero gli italiani a passo Javorak.

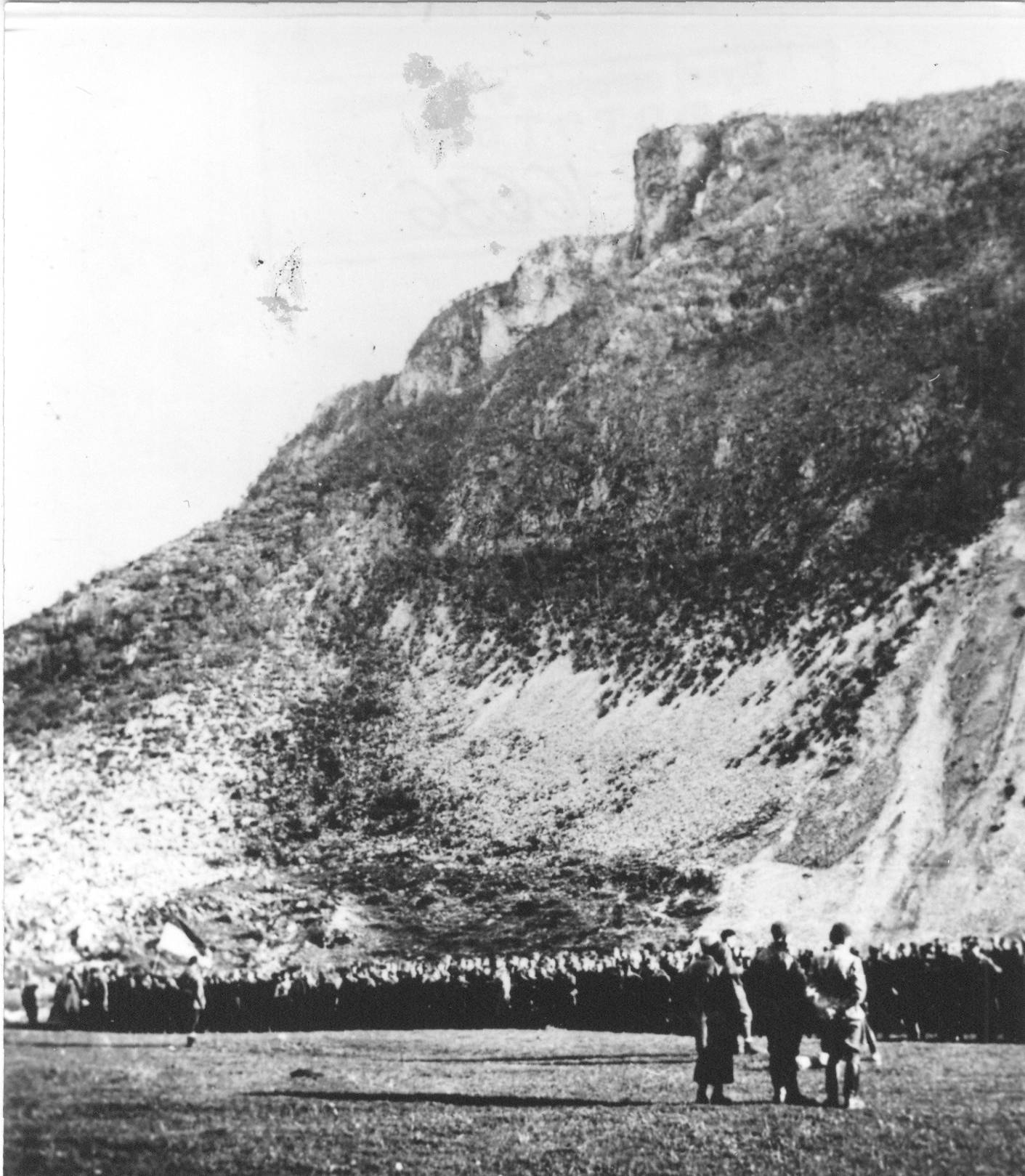
Lo schieramento della 2ª Divisione proletaria ascolta il comandante Peko Dapčević, alla vigilia della battaglia della Sutjeska.

Nel maggio 1943 gli eserciti dell'Asse in Jugoslavia diedero inizio ad una nuova offensiva, l'operazione Schwarz che diede origine alla drammatica battaglia della Sutjeska, durante la quale al 2ª Divisione proletaria fu sempre al centro dei combattimenti e subì pesanti perdite. All'inizio della battaglia la divisione era schierata in Montenegro da dove venne richiamata a nord per guidare, insieme alla 1ª Divisione proletaria, la ritirata verso nord-ovest del gruppo operativo partigiano con il quartier generale di Tito. La 2ª Divisione proletaria riuscì a costituire una testa di ponte sulla Sutjeska il 31 maggio 1943 e protesse per molti giorni contro i continui attacchi tedeschi la preziosa via d'uscita per le altre forze partigiane del gruppo principale. Finalmente il 13 giugno 1943 anche la divisione di Dapčević riuscì ad uscire dopo un'estenuante marcia forzata dalla sacca d'accerchiamento tedesca, insieme a Tito e al quartier generale, attraverso il varco di Balinovac aperto fin dal 10 giugno dalla 1ª proletaria.

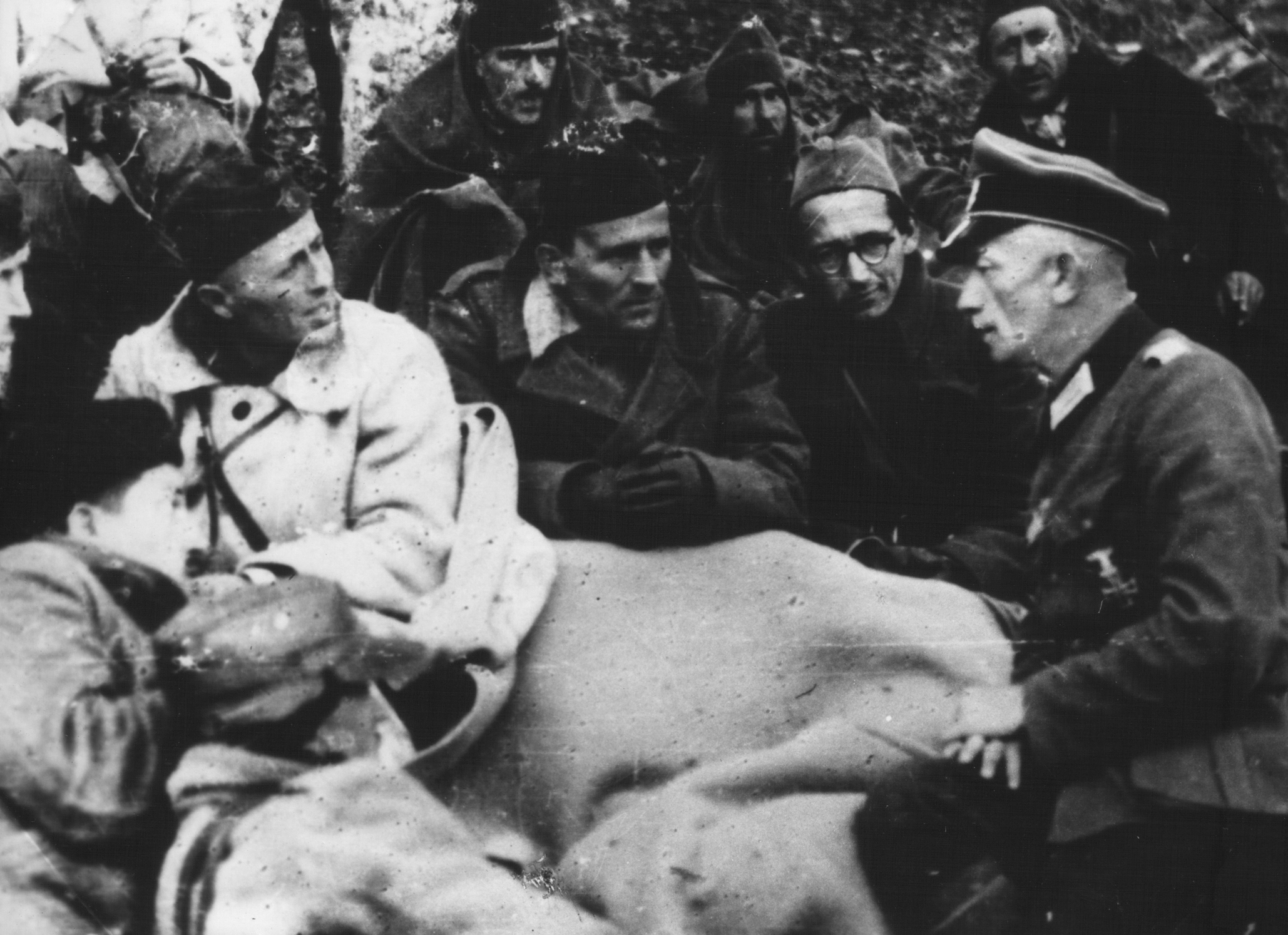
Gli ufficiali della 2ª Divisione proletaria, tra cui Peko Dapčević, al centro, e Mitar Bakić, a sinistra, interrogano il maggiore tedesco Arthur Strecker, catturato durante la battaglia della Neretva.

Alla fine di luglio 1943 Tito decise, su proposta di Dapčević e Bakić di inviare la 2ª Divisione proletaria in Montenegro per ricostituire il movimento di resistenza partigiano e contrastare le formazioni cetniche; la decisione si rivelò molto opportuna al momento dell'uscita dell'Italia dalla guerra dopo l'armistizio dell'8 settembre. La divisione divenne l'elemento di punta del nuovo II Korpus formato dal comando supremo partigiano il 7 settembre 1943 per riprendere, sotto la guida di Peko Dapčević e Mitar Bakić, il controllo del Montenegro e del Sangiaccato. In settembre e ottobre 1943 la 2ª Divisione proletaria ottenne brillanti vittorie liberando Berane, Pljevlja e Kolašin. A dicembre 1943 invece la divisione venne colta di sorpresa dalla operazione Kugelblitz, sferrata dalla Wehrmacht per riconquistare le posizioni perdute in Montenegro; la formazione partigiana si trovò in grave difficoltà sotto gli attacchi della 1ª Divisione da montagna tedesca e alcuni suoi reparti furono distrutti; i resti della 2ª Divisione ripiegarono dopo aver perso Pljevlja e Prijepolje; il comandante della divisione Ljubodrag Đurić venne sostituito da Ljubo Vučković.
Dopo le pesanti perdite a causa degli attacchi tedeschi, la 2ª Divisione proletaria ritornò in azione da marzo a maggio 1944 partecipando alla difficile irruzione in Serbia insieme alla 5ª Divisione della Craina al comando di Milutin Morača; dopo aspri combattimenti le unità dell'Esercito popolare dovettero ripiegare evacuando il territorio serbo. Successivamente la divisione proletaria combatté ancora nel Sangiaccato contro le truppe tedesche, i cetnici e i collaborazionisti musulmani del gruppo "Krempler".

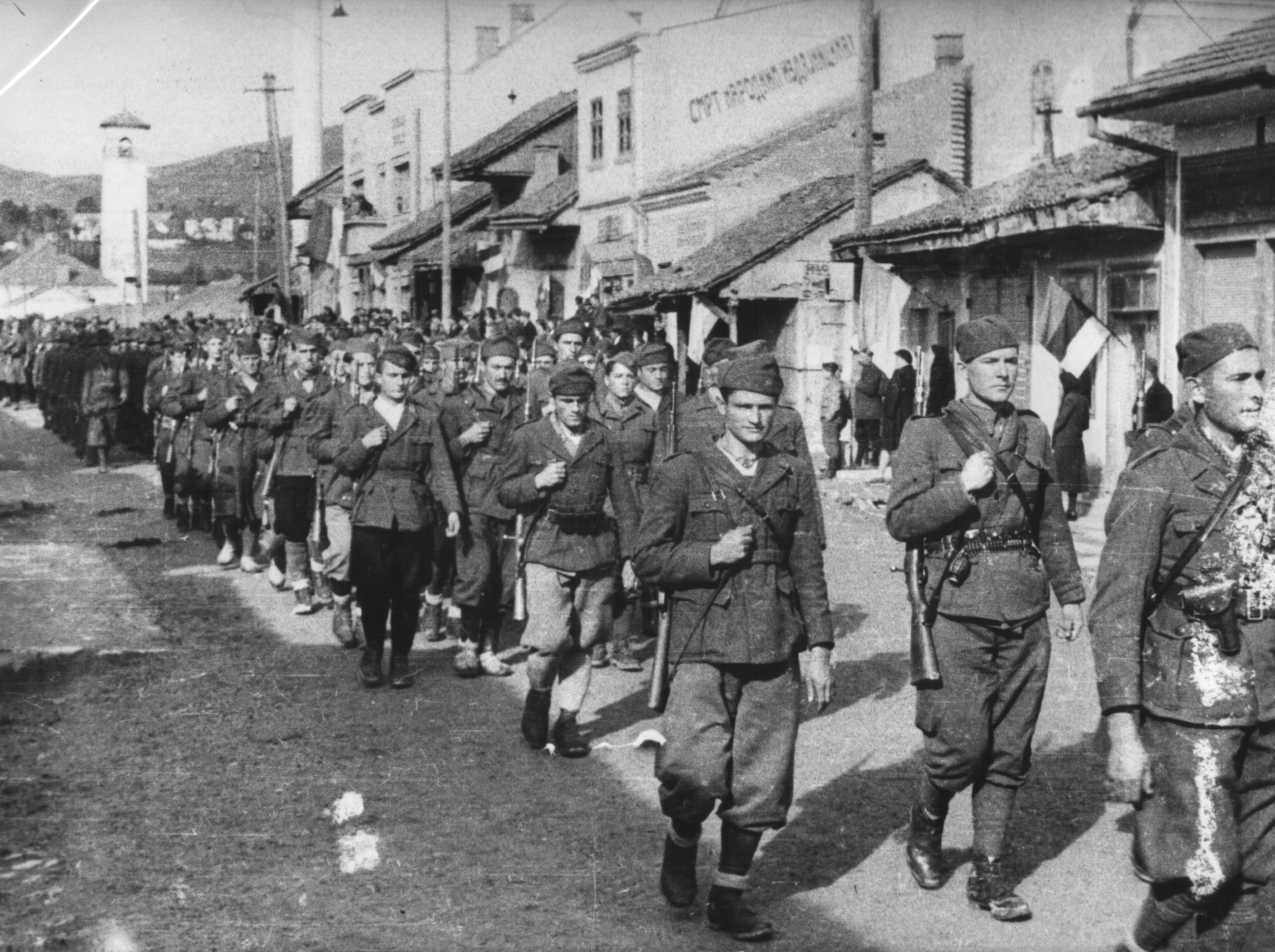
I partigiani della 2ª Divisione proletaria entrano a Pljevlja nell'ottobre 1943.

In questo periodo la composizione della 2ª Divisione proletaria variò sensibilmente: la 2ª Brigata proletaria dalmata venne distaccata il 27 gennaio 1944 mentre il 10 febbraio 1944 al suo posto fu assegnata la 3ª Brigata serba; la 6ª Brigata serba venne aggiunta dal 16 novembre 1944 e infine il 15 marzo 1945 la divisione venne rinforzata con la costituzione di una brigata d'artiglieria. Nel periodo settembre-dicembre 1944 la 2ª Brigata proletaria venne trasferita alla 21ª Divisione, quindi ritornò a far parte della 2ª Divisione proletaria dove rimase fino alla fine della guerra.
Dall'inizio di agosto 1944 la 2ª Divisione proletaria venne assegnata al XIII Korpus e, posta alle dirette dipendenze del Comando generale dell'Esercito Popolare di Liberazione in Serbia, prese parte ai combattimenti nella valle della Morava occidentale insieme alle altre forze al comando di Koča Popović incaricate di liberare la Serbia centro-meridionale. Alla fine di dicembre del 1944, la divisione era formata da 9.886 partigiani, mentre nel marzo 1945 i suoi effettivi salirono a 10.150 combattenti uomini e donne. La divisione concluse il suo impegno operativo durante la seconda guerra mondiale combattendo da gennaio ad aprile 1945 sul difficile fronte dello Srem alle dipendenze della 1ª Armata jugoslava dove rimase fino al 15 aprile; dopo lo sfondamento del fronte tedesco, in un primo tempò avanzò in Croazia oltre la Sava, prima di essere trasferita in Serbia meridionale per contribuire a distruggere le ultime formazioni cetniche in fuga in quella regione.
La 2ª Divisione proletaria fu una delle formazioni più efficienti e combattive dell'Esercito popolare jugoslavo; tutte e tre le brigate originali che avevano costituito la divisione nel novembre 1942, 2ª serba, 4ª montenegrina e 2ª dalmata, ricevettero l'ambito titolo onorifico di unità "proletarie" e fu loro assegnata la decorazione dell'Ordine dell'Eroe popolare.